# El Sant Crist de Montardit de Dalt
El Sant Crist de Montardit de Dalt és l'antiga capella del cementiri del poble de Montardit de Dalt, en el terme municipal de Sort, a la comarca del Pallars Sobirà. Pertanyia a l'antic terme d'Enviny. És a l'extrem sud-oriental del poble, al costat del cementiri.